# البحرية البوليفية

لواء البحرية البوليفية

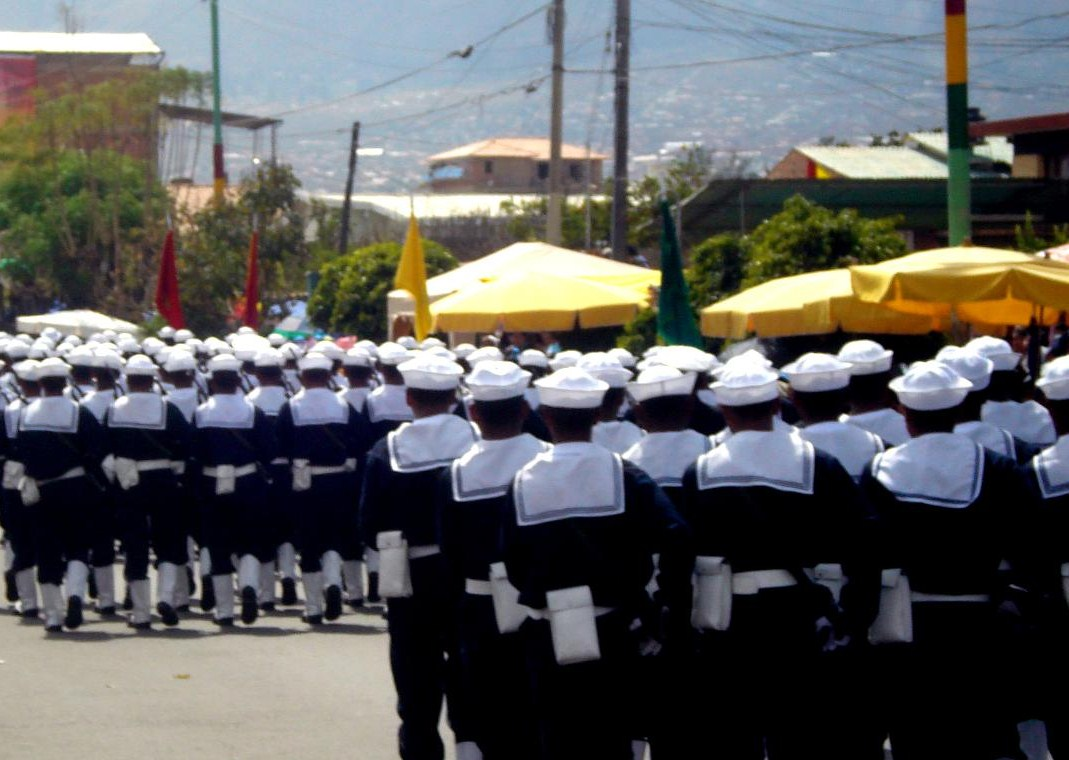
مسيرة لأفراد من البحرية البوليفية في كوتشابامبا.

البحرية البوليفية (بالإسبانية: Armada Boliviana) هي فرع من القوات المسلحة البوليفية. بحلول 2008 كان لسلاح البحرية البوليفي حوالي 5,000 فرد عامل. على الرغم من أن بوليفيا دولة حبيسة منذ حرب المحيط الهادئ عام 1879، لكنها أسست قوة البحر والبحيرة (بالإسبانية: Fuerza Fluvial y Lacustre) التابع لوزارة الدفاع الوطني في يناير 1963. لدى بوليفيا روافد أنهار كبيرة من نهر الأمازون والتي تحرسها البحرية النهرية لمكافحة الاتجار بالبشر، المخدرات أو غيرها. وهناك أيضا وجود للبحرية البوليفية على بحيرة تيتيكاكا، وهي أعلى بحيرة للملاحة في العالم، وتقطع البحيرة في النصف الحدود البيروفية. تشارك البحرية البوليفية العديد من الاستعراضات والحفلات، بما في ذلك يوم البحر Día Del Mar، وهو اليوم الذي تطلب فيه بوليفيا استعادة الساحل المفقود خلال حرب المحيط الهادئ.

## روابط خارجية
- البحرية البوليفية - الموقع الرسمي (بالإسبانية)
- البحرية البوليفية من موسوعة نيشينز
- لواء البحرية البوليفية